# Зинченко, Максим Владимирович
Максим Владимирович Зинченко (13 марта 1991) — киргизский футболист, вратарь.

## Биография

### Клубная карьера
В 2011 году выступал в первой лиге Кыргызстана за «Дордой-2», а с 2012 года включался в заявку основной команды «Дордоя». В составе клуба — неоднократный чемпион (2012, 2014) и призёр чемпионата Кыргызстана, обладатель Кубка страны. В период выступлений за «Дордой» как правило был резервным вратарём и выходил на поле не часто. В азиатских клубных турнирах провёл 4 матча — один в Кубке президента АФК (2012) и три в Кубке АФК (2017). Также играл в высшей лиге за фарм-клуб «Дордоя» — «Ала-Тоо».

### Карьера в сборной
Выступал за сборные Кыргызстана младших возрастов. За молодёжную сборную в 2012 году сыграл 3 матча на Кубке Содружества. В составе олимпийской сборной принимал участие в Азиатских играх 2014 года, но был запасным вратарём и ни разу не вышел на поле.
Неоднократно в 2011—2018 годах вызывался в расширенный состав национальной сборной Кыргызстана и включался в число запасных на отдельные матчи, но ни разу не вышел на поле.